# Центральна районна бібліотека імені Василя Стуса
Центральна районна бібліотека імені В. Стуса Дарницького району м.Києва.

## Адреса
02081 м. Київ вул. вул. Здолбунівська, 3-а

## Характеристика
Площа приміщення бібліотеки — 150 м², Книжковий фонд — 62237 тис.примірників.

## Історія бібліотеки
Бібліотека заснована у 1968 році — № 14 для дорослих. У 1975 році набула статусу Центральної районної бібліотеки імені О. Серафимовича Дарницького району м. Києва. У 1993 році присвоєно ім'я відомого українського поета, борця за незалежність України — Василя Стуса. Колектив бібліотеки підтримує тісний зв'язок з родиною поета — Валентиною Попелюх та сином Дмитром Стусом. Традиційним стало проведення Стусівських читань та відвідування могили в день народження поета.
З 1889 року по жовтень 2001 року — ЦРБ імені В. Стуса Харківського району.
Згідно з рішенням ІІІ сесії XXIV скликання Київської міської Ради від 26.12.2001 № 220/380 «Про внесення змін та доповнень до рішення Київрада від 27.12.2001 р. № 208/1642 та від 29.11.01р № 151/1587» та розпорядженням Дніпровської районної в м.Києві державної адміністрації від 26.06.03р. № 685 "Про внесення змін до розпорядження голови Дніпровської районної у м.Києві держадміністрації від 13.11.2001 р. № 89 „Про затвердження мережі закладів галузі «Культура»“" Дніпровського району м.Києва бібліотеку ім. В. Стуса (вул. Шумського, 4-а) з 01.07.2003 р. передано Централізованій бібліотечній системі Дарницького району м.Києва.
Адміністрація ЦБС, відділ організації використання книжкового фонду ЦРБ ім. В. Стуса розташовані на території бібліотеки ім. Ю. Смолича.
В бібліотеці проходять просвітницькі години районного університету культури, цікаві масові заходи разом з відділами РДА Дарницького району, Міністерством у справах сім'ї та молоді України, Спілкою письменників України, Українським фондом культури, артистами театрів Киева, студентами театрального інституту ім. Карпенка-Карого, бібліотеку відвідують іноземні гості. Багато масових заходів проводиться з ветеранами Великої вітчизняної війни. До послуг користувачів бібліотеки — безкоштовний Інтернет-центр.
Сподівання колективу — будівництво сучасного приміщення для Центральної районної бібліотеки.